# Pierrette Favarger
Pierrette Favarger (Vevey, 29 november 1924 - Neuchâtel, 24 februari 2015) was een Zwitserse keramiste.

## Biografie

### Afkomst en opleiding
Pierrette Favarger was een dochter van André-David Favarger, die ingenieur-topograaf was, en van Marguerite Junod, die werkte in een boekenwinkel. Van 1942 volgde ze een opleiding aan de keramiekschool van Bern bij Walter Burri. Nadien studeerde ze in 1945 beeldhouwkunst aan de school voor schone kunsten van Genève, bij Maurice Sarkissoff. In 1956 trouwde ze met Manfred Gsteiger.

### Carrière
Favarger opende in 1951 haar atelier in Bern. In 1960 verhuisde ze haar atelier naar Peseux. Later vestigde ze haar atelier in Neuchâtel. Ze was lid van de Académie Internationale de la Céramique sinds dien oprichting. Door ervoor te kiezen om met terracotta te werken en zich te interesseren voor de menselijke figuur, kon ze haar stijl volgen en zich afzijdig houden van andere tendensen in de kunstwereld.
- Gemeinsame Normdatei: 121573702
- Historisch woordenboek van Zwitserland: 002845
- SIKART: 4004817
- Système universitaire de documentation: 165311339
- Virtual International Authority File: 47621965
- WorldCat: E39PBJkp6HCMBxqBKRxyPbCWjC